# Dendromus
Dendromus — рід гризунів родини Незомієві (Nesomyidae). Це маленькі деревні гризуни, поширені в субсахарній савані.

## Опис
Забарвлення на верхній стороні сіро-коричневе а на нижній стороні або біле або жовтувате. Хвіст довший голови й тіла, посипаний кількома волосинами, чіпкий. Писочок загострений, очі й вуха великі. Самиці мають чотири пари молочних залоз. Довжина тіла коливається між 5 і 10 см, хвіст від 7 до 13 см і масою до 21 гр.

## Звички
Вони воліють відкриті савани як місця проживання, з присутніми кущами і/або деревами. Тільки Dendromus mystacalis населяє густі ліси. Як нічні тварини, сплять вдень або в підземному сховку (підроди Chortomys і Poemys) або в сферичних гніздах з частин рослин, які створюються в кущі або деревах (підрід Dendromus). Іноді використовує кинуті гнізда птахів. Вночі, вони рухаються крізь гілки й шукають насіння, ягоди й комах, а також їдять яйця з пташиних гнізд.